# Medalha Conselheiro Almeida Couto
A Medalha Conselheiro Almeida Couto, do Corpo de Bombeiros Militar da Bahia (CBMBA), foi criada por meio do Decreto nº 3.868, de 21 de dezembro de 1994.  A medalha leva o nome do antigo Conselheiro José Luis de Almeida Couto (1833 – 1895) , presidente das províncias de São Paulo, de 9 de agosto de 1884 a 19 de maio de 1885, e da Bahia por duas vezes, de 1 de junho a 29 de agosto de 1885 e de 14 de junho a 14 de novembro de 1889, ano da Proclamação da República Federativa do Brasil. Político importante a sua época, também lhe foram atribuídas às criações do Corpo de Bombeiros da Cidade do Salvador, através da lei municipal nº 124, de 26 de dezembro de 1894, que tornou-se o embrião de Corpos de Bombeiros Militares de todos os estados brasileiros e do Instituto Geográfico e Histórico da Bahia (IGHB), do mesmo ano.
A medalha é destinada a galardoar a Oficiais e Praças que tenham prestado serviços relevantes ao Corpo de Bombeiros Militar da Bahia (CBMBA), e a autoridades militares, civis e eclesiásticas que hajam praticado atos meritórios em prol do desenvolvimento das atividades de bombeiros militares ou ação relevante no cumprimento do dever profissional, em casos excepcionais. Ela é concedida por ato do Governador do Estado da Bahia, mediante proposta do Comandante Geral do Corpo de Bombeiros Militar da Bahia (CBMBA), ouvido o Conselho do Mérito Bombeiro Militar. A concessão também poderá ser post mortem.